# فرودگاه پایک کانتی، اوهایو
فرودگاه پایک کانتی، اوهایو (به انگلیسی: Pike County Airport (Ohio)) یک فرودگاه همگانی بهره‌برداری هوایی است که یک باند فرود آسفالت دارد و طول باند آن ۱۴۹۴ متر است. این فرودگاه در کشور ایالات متحده آمریکا قرار دارد و در ارتفاع ۲۰۱ متری از سطح دریا واقع شده است.